# Cortijo de los Arcos

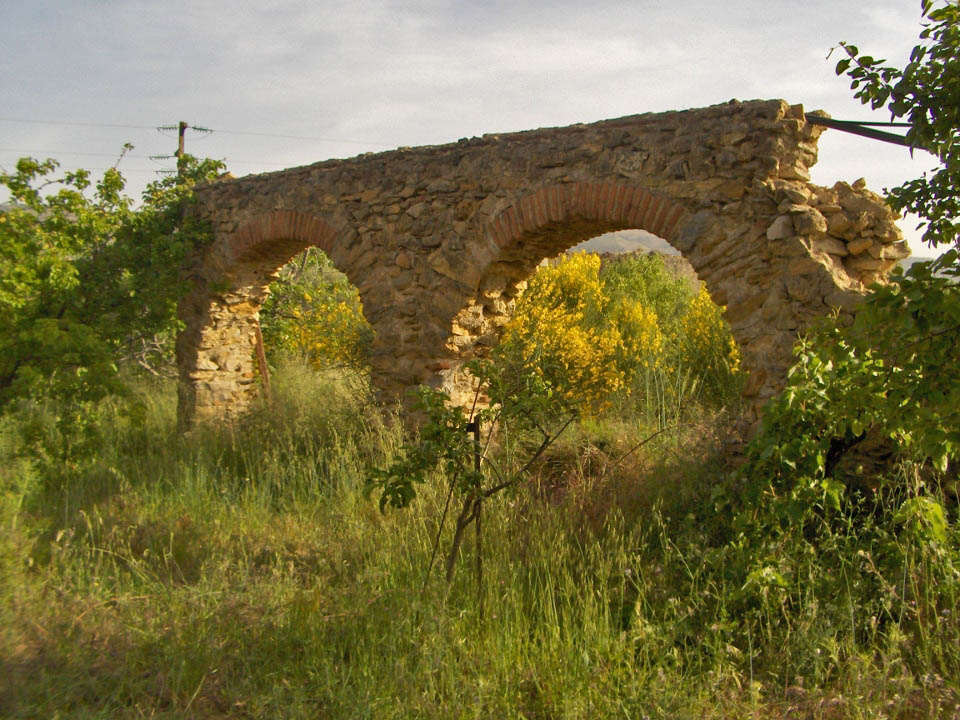
Vista parcial del acueducto que da nombre al Cortijo de los Arcos.

El Cortijo de los Arcos es un enclave situado en la planicie de Lobrazán, en el término municipal de Cástaras, provincia de Granada (España). Está declarado Bien de Interés Cultural.

## Descripción
Se trata de un cortijo cuya importancia radica en la presencia de un acueducto, que forma parte del trazado de la antigua acequia de Lobrazán, integrada en la Ruta Medieval de la Alpujarra. Su construcción corresponde a finales del siglo XVIII o principios del XIX.
Conforme a la descripción contenida en la declaración de BIC del Sitio Histórico de la Alpujarra, se creó para salvar una amplia vaguada, mediante una estructura de unos 50 m de longitud, y unos 4 m de altura máxima. Está constituido por dos aletas no perforadas, de bastante longitud, y un gran número de vanos de arcos, rebajados de forma ligera, con una luz apreciable. Tres de estos arcos están perdidos, sustituidos por tubos de goma. La obra es de mampostería, con dovelaje mixto en los arcos, de mampuesto en las salmeres (dovelas situadas en la base del arco) y ladrillo de alfar en las partes superiores de la rosca.